# Luçon (Vendée)
Luçon ist eine westfranzösische Gemeinde mit 9.450 Einwohnern (Stand 1. Januar 2022) im Département Vendée in der Region Pays de la Loire.

## Lage
Luçon liegt ca. 10 Meter ü. d. M. und etwa 22 Kilometer vom Atlantikufer bei L’Aiguillon-la-Presqu’île entfernt in der flachen Landschaft der Vendée. Die Hafenstädte La Rochelle und Les Sables-d’Olonne liegen in einer Entfernung von etwa 42 Kilometer (Fahrtstrecke) in südlicher bzw. 50 Kilometer in westlicher Richtung. Luçon verfügt über einen Bahnhof an der Eisenbahnlinie Nantes–Bordeaux. Das Gemeindegebiet gehört zum Regionalen Naturpark Marais Poitevin.

## Bevölkerungsentwicklung
| Jahr      | 1968 | 1975 | 1982 | 1990 | 1999 | 2007 | 2020 |
| --------- | ---- | ---- | ---- | ---- | ---- | ---- | ---- |
| Einwohner | 8243 | 9002 | 9066 | 9099 | 9306 | 9722 | 9541 |

Bei der ersten Volkszählung in Frankreich im Jahre 1793 hatte Luçon knapp über 2000 Einwohner; seitdem ist ein stetiger – hauptsächlich auf die Zuwanderung aus ländlichen Gebieten zurückzuführender – Bevölkerungsanstieg zu verzeichnen: Mitte des 19. Jahrhunderts waren es gut 5000 und hundert Jahre später etwa 7400 Einwohner.

## Wirtschaft
Ehemals waren es die von der Landwirtschaft der Umgebung abhängigen Handwerker und Händler, die den Wohlstand der Stadt beförderten. Heute sind es eine gute Infrastruktur sowie die Ausweisung mehrerer Gewerbegebiete (zones industrielles oder zones économiques), in denen sich über hundert klein- und mittelständische Unternehmen angesiedelt haben, die für die Schaffung von Arbeitsplätzen sorgen.

## Geschichte
Wie es der Name des Gemeindeverbandes Pays né de la mer bereits andeutet, ist Luçon eine aus 'dem Meer geborene' Stadt. Bereits im 7. Jahrhundert gründete der heilige Philibert in unmittelbarer Nähe zum Meer ein Kloster, das im 9. Jahrhundert mehrfach von den Normannen geplündert wurde. Im Mai des Jahres 853 eroberte der Wikingerführer Hasting die Stadt Luçon, die zu diesem Zeitpunkt Sitz eines Bischofs war, und ließ sie plündern.
Im 10. Jahrhundert entstand eine Abtei mit einem kleinen Hafen unmittelbar am Meeresufer; deren Mönche legten mit Hilfe von Drainagen und Kanälen das sumpfige Umland trocken. Ihnen folgten Bauern auf der Suche nach fruchtbarem Ackerland, welches in der allmählich versandenden Umgebung – im ausgehenden Mittelalter waren es bereits 14 Kilometer, die die Stadt vom Meer trennten – reichlich zur Verfügung stand; diesen wiederum folgten Handwerker und Händler, die sich in der entstehenden und schnell wachsenden Stadt niederließen, denn der Vendée-Weizen wurde in weite Teile Frankreichs, später auch Mittel- und Nordeuropas, exportiert.
Im Jahre 1317 ernannte Papst Johannes XXII. die zum Hauptort und geistig-kulturellen Zentrum des Bas-Poitou aufgestiegene Stadt zum Sitz eines Bischofs – daraufhin stieg die ehemalige romanische Abteikirche in den Rang einer Kathedrale auf und wurde in den Stilformen der Spätgotik erneuert. Nach den Verwüstungen während der Hugenottenkriege (1562–1598) erlebte die Stadt zu Beginn des 17. Jahrhunderts eine Blütezeit unter dem künftigen Kardinal Richelieu, der bereits im Alter von 21 Jahren (1607) von Papst Paul V. zum Bischof von Luçon geweiht wurde. Von den Ereignissen des katholisch-royalistisch geprägten Vendée-Aufstandes (1793–1796) blieb die Stadt weitgehend verschont.

## Sehenswürdigkeiten

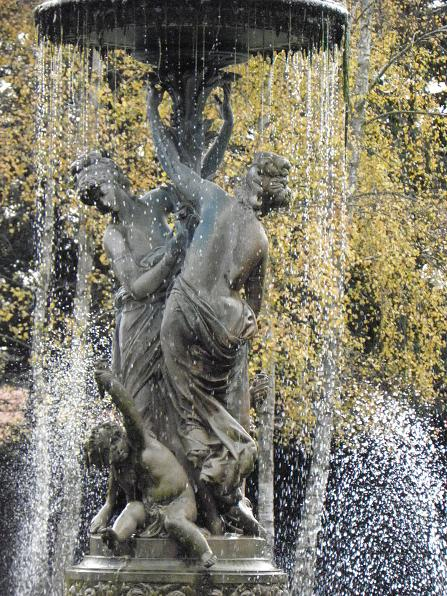
Brunnen im Jardin Dumaine

Die Kathedrale von Luçon (franz.: Cathédrale Notre-Dame-de-l’Assomption) stammt aus dem 11. Jahrhundert und wurde in der Folgezeit mehrmals restauriert und umgebaut. Die Kathedrale und der direkt angrenzende Bischofspalast bilden ein Ensemble, das seit 1906 als Monument historique eingestuft ist.
Mit ihren vielen Parks und Gärten (jardins romantiques) ist Luçon eine 'Grüne Stadt' (ville verte), die zu Spaziergängen einlädt. Besonders sehenswert ist der zentral gelegene Jardin Dumaine. Aus dem 17. Jahrhundert stammt die Kapelle des ehemaligen Ursulinenklosters (Chapelle des Ursulines) mit ihrer 33 Meter langen gewölbten und bemalten Holzdecke und ihrem barocken Hauptaltar. Die Kapelle des im 16. Jahrhundert – d. h. in der Zeit der Gegenreformation – entstandenen Ordens der unbeschuhten Karmelitinnen (Chapelle du Carmel) wurde erst im 19. Jahrhundert, aber in Stilformen des 13. Jahrhunderts errichtet. Das Château de Milles Souris (ehemals Hôtel de Mauras) stammt wahrscheinlich aus dem Ende des 17. Jahrhunderts; sein Haupteingang scheint von der barocken Fassade der Kathedrale inspiriert zu sein. Der in der Revolutionszeit angelegte Friedhof (Cimetière historique) beherbergt zahlreiche historistische Grabmäler des 19. Jahrhunderts.
Siehe auch: Liste der Monuments historiques in Luçon (Vendée)

## Persönlichkeiten
- Armand-Jean du Plessis, duc de Richelieu (* 1585 in Paris; † 1642 ebenda), 1607–1624 Bischof von Luçon, Kardinal, Erster Minister von Frankreich
- Gaspard de Bernard de Marigny (* 1754 in Luçon; † 1794 in Combrand), General auf Seiten des Vendée-Aufstandes
- François Bon (* 1953 in Luçon), Schriftsteller
- Michel Pageaud (* 1966 in Luçon), Fußballtorhüter
- François Bégaudeau (* 1971 in Luçon), Lehrer, Sänger, Schriftsteller, Kritiker
- Boris Blanchet (* 1971 in Luçon), Jazzmusiker